# IC 3157
IC 3157 ist eine linsenförmige Galaxie vom Hubble-Typ S0-a im Sternbild Jungfrau auf der Ekliptik. Sie ist schätzungsweise 798 Millionen Lichtjahre von der Milchstraße entfernt.
Das Objekt wurde am 7. Mai 1904 von Royal Harwood Frost  entdeckt.